# Euophrys sinapicolor
Euophrys sinapicolor är en spindelart som beskrevs av Władysław Taczanowski 1878. Euophrys sinapicolor ingår i släktet Euophrys och familjen hoppspindlar. Inga underarter finns listade i Catalogue of Life.